# Milano-Torino 1940
La Milano-Torino 1940, ventottesima edizione della corsa, si svolse il 10 marzo 1940 su un percorso di 239,4 km con partenza a Milano e arrivo a Torino. Fu vinta dall'italiano Pierino Favalli, al terzo successo consecutivo, che completò il percorso in 6h38'45" precedendo in volata i connazionali Pietro Chiappini e Francesco Albani. Conclusero la prova, organizzata dalla torinese A.S. Paracchi, 21 degli 88 ciclisti al via.

## Percorso
Il percorso della prova, dopo la partenza da Via Varesina a Milano, prevedeva il transito nell'ordine da Rho, Legnano, Castellanza, Gallarate, Sesto Calende, Arona, Oleggio Castello, Borgomanero, Romagnano Sesia, Gattinara, Cossato e Biella. Transitava quindi (evitando la Serra d'Ivrea) da Salussola, Rondissone, Cigliano e Chivasso; superato il Po affrontava le quattro salite del finale di gara – quella di Casalborgone, quelle più brevi di Castelnuovo Don Bosco e Moriondo Torinese e quella conclusiva alla Rezza (km 220) – prima della discesa e dell'arrivo, superate Castiglione Torinese e San Mauro Torinese, al traguardo del Motovelodromo di Corso Casale.

## Ordine d'arrivo (Top 10)
| Pos. | Corridore          | Squadra     | Tempo    |
| ---- | ------------------ | ----------- | -------- |
| 1    | Pierino Favalli    | Legnano     | 6h38'45" |
| 2    | Pietro Chiappini   | Lygie       | s.t.     |
| 3    | Francesco Albani   | Lygie       | s.t.     |
| 4    | Ruggero Moro       | Dop. Cogne  | s.t.     |
| 5    | Antonio Bevilacqua | Lygie       | s.t.     |
| 6    | Enrico Mollo       | Olympia     | s.t.     |
| 7    | Diego Marabelli    | C. Battisti | s.t.     |
| 8    | Severino Canavesi  | Gloria      | s.t.     |
| 9    | Bernardo Rogora    | Gloria      | s.t.     |
| 10   | Giovanni Piotto    | S.C. Binda  | s.t.     |